# گژبووشچزنا
گژبووشچزنا (به لهستانی:  Grzybowszczyzna) یک روستا در لهستان است که در گمینا شوجاوووو واقع شده‌است.